# Cicaré CK.1
Cicaré CK.1 (первоначально Cicaré CH-3 Colibrí) — лёгкий гражданский вертолёт. Был сконструирован и производился аргентинской фирмой Cicaré. Предыдущие проекты Cicaré привлекли внимание ВВС Аргентины и в 1974 году компании поступил заказ на разработку лёгкого учебного вертолёта. Прототип с бортовым номером LV-X62 совершил первый полёт в сентябре 1976, и в том же году ВВС разместили заказ на производство пяти машин, первый из которых поступил в 1977. Впоследствии проект был закрыт.

## ТТХ
- Экипаж: 1
- Пассажиры: 2
- Силовая установка: 1 × V-8 ПД Chrysler мощностью 150 кВт или 1 × Cicaré 4C-27 мощностью 200 л. с.
- Диаметр несущих винтов: 7,60 м
- Длина с вращающимися винтами: 8,53 м
- Длина фюзеляжа: 6,90 м
- Высота: 2,47 м
- Ширина: 1,80 м
- Взлётный вес: 800 кг
- Вес пустого: 469 кг
- Максимальная скорость: 163 км/ч
- Крейсерская скорость: 120 км/ч
- Статический потолок без учёта влияния земли: 1700 м
- Дальность полёта: 480 км[1].

## Операторы
Аргентина
- ВВС Аргентины — 5 Cicaré CK.1 1977—1981 годах[2]